# Ludvig I. Pobožni
Ludvig I. Pobožni (Ludovik, Ljudevit) (778. – 20. lipnja 840.), franački car i kralj od 814. – 840. godine, kralj Akvitanije 781. – 814.

## Kralj Akvitanije
Već kada je imao samo 3 godine njegov otac Karlo Veliki ga proglašava kraljem Akvitanije koja je u to doba franački granični teritorij prema arapskoj državi na Pirenejskom poluotoku. Prvo aktivno sudjelovanje Ludviga u tamošnjim događajima događa se nakon pada Barcelone 797. godine poslije čega on počinje vršiti vojne pripreme za povratak ovoga grada. U dvogodišnjoj ekspediciji on uspijeva povratiti Barcelonu 801. godine nakon čega se u Akvitaniju vraća mir kratkotrajno prekidan samo zahtjevima  Karla Velikog za povremenim vojnim ekspedicijama u Italiju protiv Beneventa i Bizanta. Kako je bio samo treći legalni sin nikada se nije očekivalo njegovo nasljeđivanje carske krune ali nakon smrti njegove braće Pipina 810. godine i Karla sljedeće godine, Ludvig je postao prijestolonasljednik.

## Car
Protivno franačkim običajima pošto je bio jedini preživjeli sin Karla Velikog nije došlo do podjele države nego on u trenutku očeve smrti 28. siječnja 814. godine nasljeđuje cjelokupnu državu s izuzetkom Italije gdje je zavisni kralj Bernard, sin Pipina. 
U času kad je naslijedio svog oca, Ludvig je imao 36 godina. Bio je obrazovaniji od Karla, ali nije imao ni njegove energije ni jasnoće pogleda, ni snage predviđanja i samostalnosti, pa je često donosio prenagljene ili proturječne odluke ili je djelovao pod utjecajem snažnih ličnosti, naročito žena i svećenstva. 
Čini se da su za posljednjih godina Karlova vladanja preotele maha brojne zloupotrebe vlasti što su ih vršili državni službenici. Stoga je Ludvig odmah po stupanju na prijestolje izvršio mnoge personalne promjene političkog aparata, na dvoru i u pokrajinama. Čak je i svoje sestre koje su živjele raskalašenim životom prisilio da stupe u samostan. Posebni izaslanici missi dominici koji su periodički obilazili državni teritorij i u doba Karla Velikog dobili su zadatak da ispravljaju nepravde i zloupotrebe. Za svoga kancelara Ludvig je postavio Helisahara koji je tu dužnost već obavljao u njegovom prijašnjem kraljevstvu Akvitanije.

## Religioznost
Svoju želju da provede moralizaciju uprave i društva u svojoj državi Ludvig je nastojao ostvariti uz pomoć Crkve. Svoga najprisnijeg savjetnika opata Benedikta Anijanskog doveo je u jedan samostan u blizini Aachena i omogućio mu da postane najutjecajnija osoba u franačkoj državi. Finalni događaj koji oduvijek religioznog Ludviga gura gotovo u ludost je njegovo izdajničko pogubljenje Bernarda, kralja Italije. Od trenutka njegove smrti ovaj car osjeća duboko kajanje koje se ubrzo pretvara u fanatičnost kada mu umire žena. Tu smrt on uzima kao Božju kaznu za počinjeni grijeh i od tada Ludvigov način vladanja zemljom dobiva gotovo samostanski karakter. Brojna darivanja Crkvi obogatila su crkvene redove i svećenstvo. U isto vrijeme svećenstvu je nametnuta stroža disciplina. Ali za razliku od Karla Velikog koji je bio revni širitelj kršćanstva i zaštitnik Crkve, ali koji je koji je Crkvu pa i samoga papu držao u strogoj pokornosti, Ludvigova je vladavina zapala u ovisnost o svećenstvu. Papa Paskal I. dobio je od Ludviga ne samo potvrdu svih dotadašnjih prava rimske Crkve, nego i potpuno izuzeće Rima ispod jurisdikcije carske vlasti, čime je bilo onemogućeno svako sudjelovanje cara pri izboru i potvrđivanju pape. 
Usprkos tim uspjesima u vlastitoj emancipaciji, papinstvo ipak nije željelo oslabiti carsku vlast jer je trebalo odanog i snažnog zaštitnika. Da se to i javno pokaže, godine 817. je na inicijativu svećenstva donesen poseban ukaz Ordinatio imperiikojim je iz Ludvigova naslova izbačen naslov "kralj Franaka i Langobarda", a zadržan samo carski naslov Imperator Augustus. 

## Lotar
Neograničen utjecaj Crkve izazvao je duboko nezadovoljstvo među pristalicama postupaka Karla Velikog koji je bio zaštitnik Crkve, ali nije kao Ludvig postao ovisan o njoj. Ta je skupina isposlovala da najstariji carev sin Lotar bude poslan u Italiju da sredi ondje stanje. Lotar je u Italiji izvršio mnoge personalne promjene i ojačao organe franačke upravne vlasti. Ali najvažnije je bilo ponovno obnavljanje carske vlasti nad Rimom. Godine 824. Lotar je objavio t.zv. Constitutio Romana, po kojoj je papa doduše imao pravo imenovati ljude na položaje u svojoj državi, ali je zato morao dobiti carevo odobrenje. I sam novoizabrani papa morao je preko stalnoga careva predstavnika u Rimu prilikom nastupanja na dužnost položiti caru zakletvu vjernosti. Time je papinstvo opet palo u ovisnost o carskoj vlasti. 
Lotarov uspjeh oduševio je pristalice jake carske vlasti pa su nagovorili Ludviga da još za života uzdigne Lotara na carsko dostojanstvo i učini ga svojim suvladarom godine 825.

## Ratovi
Jedan od najvećih vojnih pothvata u doba Ludvigove vladavine bio je gušenje pobune kneza Posavske Hrvatske Ludviga koju je on godine 818. podigao zbog nasilja Franaka. Pobuna je ugušena tek 822. Gotovo istovremeno s ovim ratom narodi koji žive na granicama franačkog carstva primjećuju da to više nije država Karla Velikog nego neusporedivo oslabljena politička tvorevina. Narodi i države koje se s tom situacijom više ili manje uspješno okorištuju su kneževina Benevento, Danci,  Bretonci i Lužički Srbi.

## Rasulo
U međuvremenu u državi je sazrijevala teška kriza oko podjele teritorija i vlasti u državi među Ludvigovim sinovima kako je to bio franački običaj. Još 823. Ludvigu se iz drugog braka rodio sin Karlo. Pod pritiskom njegove majke Ludvig je 829. iz Lotareva teritorija izdvojio Alemaniju, Elzas, Reciju i dio Burgundije i namijenio ih kao baštinu Karlu. Protiv te odluke stariji su Ludvigovi sinovi 830. izvršili vojni udar kojim su prisilili oca da poništi odluku iz 829. Otad je stvarnu vlast imao Lotar, a Ludvig je živio gotovo kao zarobljenik, okružen redovnicima koji su imali zadatak da ga nagovore da abdicira i stupi u samostan. 
Ali dotad složni Ludvigovi stariji sinovi sukobili su se zbog Lotarova prvenstva, pa su Pipin Akvitanski i Ludvig Njemački omogućili ocu da se vrati na vlast. odmah zatim godine 831. Ludvig je treći put podijelio državu. Pipinov i Ludvigov dio povećani su, Karlu su ostavljena područja koja mu je otac dao 829., a Lotar je dobio samo Italiju. 
Ostvareni savez brzo se međutim razbio jer su si braća nastojala međusobno oteti teritorije. Omrznuvši Karla, Pipin i Ludvig prešli su na Lotarovu stranu. Uz pomoć pape Ludvig je 833. svrgnut te je izvršena četvrta podjela države kojom je Karlo ostao bez ičega, a Lotaru je priznat carski naslov.
No vrlo loše Lotarovo postupanje prema ocu izazvalo je nezadovoljstvo Ludviga Njemačkog čija je vojska potisnula Lotara u Italiji i 835. vratila Ludviga na vlast. Tada je država i peti put podijeljena.
Znatno povećanje Karlovih teritorija izazvalo je sporove s Ludvigom Njemačkim što je 838. dovelo do šeste podjele države, a nakon smrti Pipina Akvitanskog iste godine i do sedme. 
Pred svoju smrt Ludvig je došao do uvjerenja da će samo Lotar moći braniti interese njegova najdražeg sina Karla. Stoga je 839. država podijeljena između Lotara i Karla, dok je Ludvig Njemački zaobiđen. On se zato pobunio protiv oca, ali je Ludvig Pobožni usred novih nemira 20. lipnja 840. umro.

## Podjela države
Nakon njegove smrti izbio je građanski rat između njegovih sinova zbog nasljedstva. Rat je završen Verdunskim sporazumom godine 843. kojim je država podijeljena tako da je najmlađi Karlo II.  dobio današnju Francusku, Lotar kao najstariji Italiju i carsku krunu, a Ludvig ono što će postati Njemačka.